# Bokod (Fülöp-szigetek)

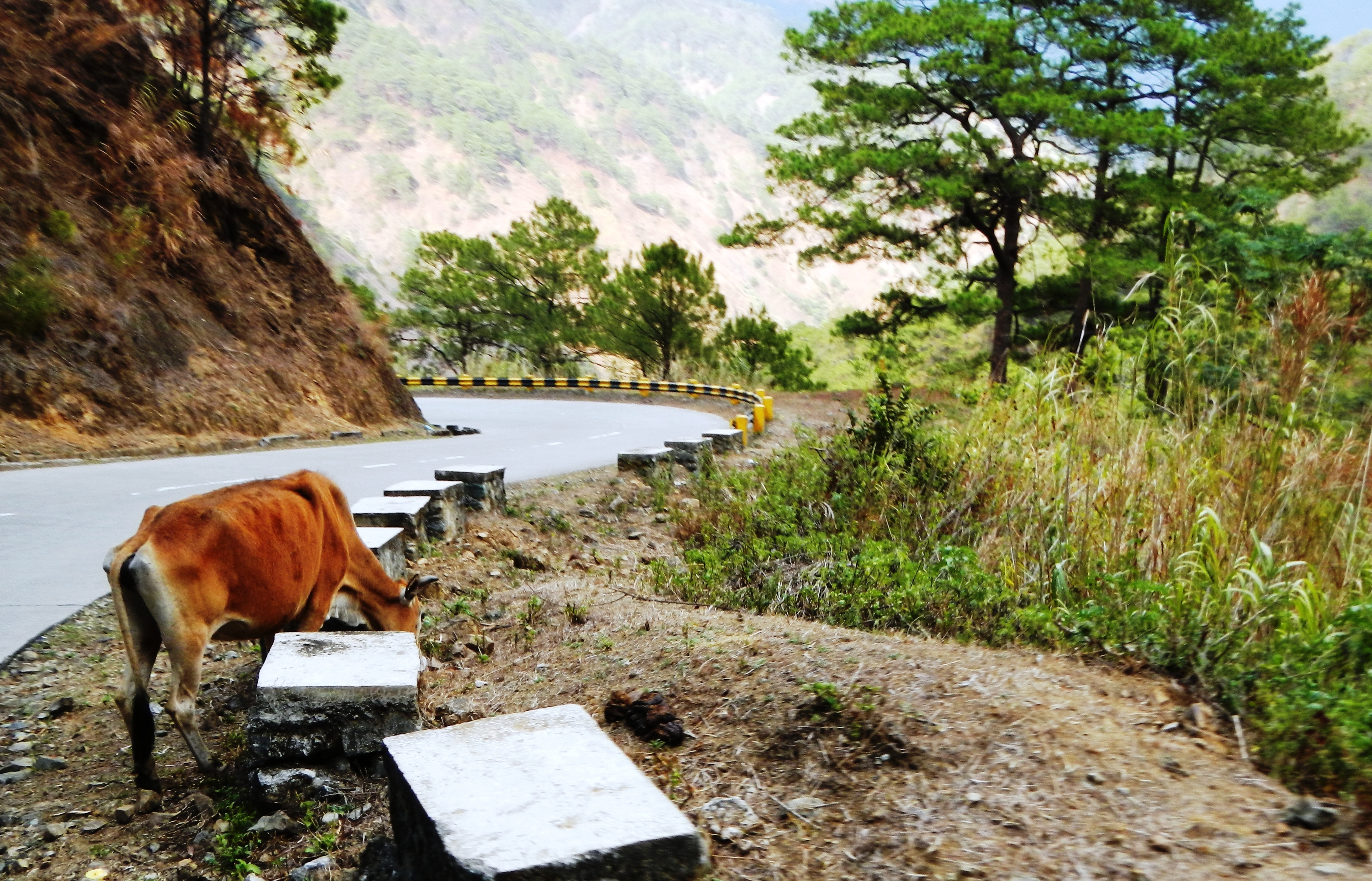
Aritao–Kayapa–Bokod–Baguio közút

Bokod település Benguet tartományban, a Fülöp-szigeteken. A 2010-es népszámlálás szerint a népesség 12 648 fő.

## Népesség
| Lakosok száma | 31   | 6082 | 5503 | 10 161 | 10 404 | 11 474 | 10 526 | 12 913 | 12 648 | 14 435 |
|               | 1903 | 1939 | 1948 | 1970   | 1975   | 1990   | 1995   | 2007   | 2010   | 2020   |

## Oktatás

### Állami iskolák
2014-ben Bokodon 37 állami általános iskola és 3 állami középiskola van.

### Felsőoktatás
- Benguet Állami Egyetem Bokod Campus (BSAT) (Ambangeg)

### Magániskolák
- Immaculate Conception School of Bokod, Inc. (Poblacion)

## Fordítás
Ez a szócikk részben vagy egészben  a   Bokod, Benguet című angol Wikipédia-szócikk ezen változatának fordításán alapul.  Az eredeti cikk szerkesztőit annak laptörténete sorolja fel. Ez a jelzés csupán a megfogalmazás eredetét és a szerzői jogokat jelzi, nem szolgál a cikkben szereplő információk forrásmegjelöléseként.